# Possession simple
Possession simple est un groupe canadien de rock, originaire du Québec, actif entre 1986 et 1996. Il se distinguait par l'usage du saxophone pour accompagner le son de la guitare, la basse et la batterie.

## Histoire
Actif entre 1986 et 1996, Possession simple remporte le concours Rock Envol en 1988. Le premier album, Guerre d'usure, paraît en 1992. Le parcours du groupe est caractérisé par un succès critique, mais par des ventes de disques faméliques. Malgré une percée radiophonique rare à cette époque pour les groupes de rock alternatif, avec la pièce Comme un cave, le succès commercial ne se réalise pas : le chanteur et guitariste du groupe, Éric Goulet, explique en 2013 que Possession simple faisait jusqu'à 70 spectacles par année au début des années 1990, mais n'avait pas le droit de vendre son album lors de ses concerts. Le distributeur, Musicor, ne les soutient donc guère.
Le groupe a des vidéo-clips pour quatre pièces de Guerre d'usure : J'attends l'orage, J'la veux, Tu cries contre le système et Comme un cave. En 1994, le deuxième album, Cru est accueilli très favorablement par la critique,. Un vidéo-clip est réalisé pour Lionne, tiré de cet album.
D'après Éric Goulet, un des modèles du groupe est l'album Body And Soul de Joe Jackson. Le groupe a eu Yves-François Blanchet comme gérant.
Le nom du groupe réfère, dans le vocabulaire courant, à la « possession simple » d'une substance contrôlée par la Loi réglementant certaines drogues et autres substances au Canada, c'est-à-dire la possession pour usage personnel.
Après Possession simple, Éric Goulet forme le groupe Les Chiens, en plus de mener une carrière solo sous le pseudonyme Monsieur Mono et éventuellement son nom.
En 2013, Possession simple se réunit le temps d'un concert au FrancoFolies de Montréal et un autre au bar Katacombes, à Montréal.

## Membres
- Éric Goulet — voix, guitare, piano, orgue
- Nicolas Jouannaut — basse
- Olivier Renaldin — batterie
- Luc « King » Lemire — saxophone, harmonica

## Discographie
- 1992 : Guerre d'usure
- 1994 : Cru